# Lagotis integrifolia
Lagotis integrifolia là một loài thực vật có hoa trong họ Mã đề. Loài này được (Willd.) Schischk. ex Vikulova mô tả khoa học đầu tiên năm 1955.